# Religioni tradizionali africane
Le religioni tradizionali africane sono le credenze religiose originatesi e sviluppatesi nel continente africano. Anche se le religioni abramitiche e in particolare il Cristianesimo e l'Islam hanno in molti casi rimpiazzato le religioni tradizionali in epoche più o meno recenti, si stima che 100 milioni di africani, pari a circa il 10% della popolazione totale, professino ancora tali credenze., senza contare l'elevato grado di sincretismo che spesso fonde elementi tradizionali con i nuovi culti.

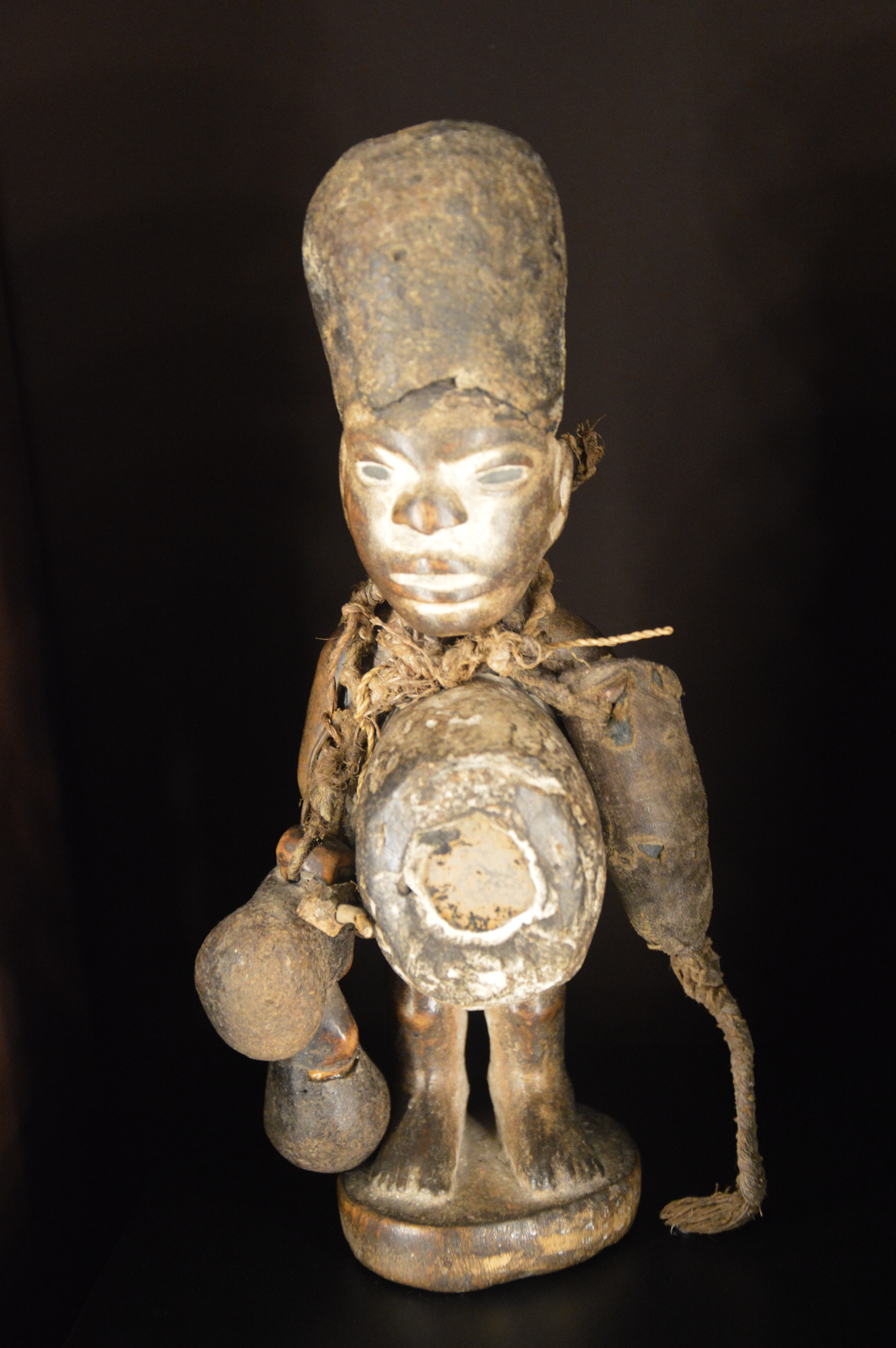
Nkisi nkondi dei Kongo. Sono una sottoclasse di nkisi, oggetti che si crede siano abitati da spiriti, comuni in tutta la regione del bacino del Congo.

Le religioni africane sono un argomento multiforme nelle loro manifestazioni ed anche nella loro evoluzione storica, pur restringendo il campo alla sola regione a sud del Sahara, che esclude quindi i territori in passato coperti dalla religione egizia, cartaginese e berbera.

## Le difficoltà nello studio dei miti e delle religioni subsahariane

### La barriera sahariana
Il continente africano, seppur geograficamente compatto, presenta una barriera non indifferente nel deserto del Sahara, per cui gli africanisti considerano una zona maggiormente omogenea a sud di questo deserto, nonostante a sua volta tale area non presenti una popolazione uniforme: vi abitano da migliaia di anni popoli completamente diversi, senza considerare le differenze linguistiche, antropologiche e, appunto, religiose.

### La documentazione
La ricerca sulle religioni dell'Africa subsahariana è ostacolata da una penuria di documenti e testimonianze storiche, causata dalla tradizione orale tipica della zona. Tale tradizione restituisce molto materiale al riguardo, spesso non tralasciando minuziosi particolari, ma ha il notevole inconveniente di non riuscire a delineare l'evoluzione religiosa nel tempo.
Fanno eccezione per il passato le relazioni degli esploratori medievali arabi sul Sudan, ed andando ancora più a ritroso, i monumenti preistorici, anche se tombe dotate di ricco corredo funebre rappresentino un'eccezione nell'Africa tropicale. Le raffigurazioni rupestri, particolarmente diffuse, offrono utili elementi per lo studio delle religioni, ma nell'ordine di ipotesi che spesso trovano discordanza di pareri tra gli studiosi.

## Il concetto di religione
Considerando i fenomeni religiosi rintracciabili nell'Africa tropicale, la miglior definizione di religione è quella data da Gerardus van der Leeuw: "il rapporto con una entità sovrastante". Da tale definizione risultano precisate due caratteristiche sostanziali del fenomeno religioso quali:
- L'esistenza di una entità superiore all'individuo, nei cui confronti questi è pressoché un oggetto
- L'entità non è a sé stante, poiché l'individuo ha con essa rapporti, siano positivi o negativi.

Inoltre sono rappresentati sia l'elemento passivo che quello attivo, ovvero l'esperienza che l'individuo fa dell'entità sovrastante, ed il comportamento verso quest'ultima.

## Le religioni naturistiche ed i loro fenomeni

### Il rapporto tra individuo ed entità
Nell'Africa tropicale si trovano esclusivamente religioni autoctone di tipo naturistico, ovvero professate da popoli allo stato di natura, ciò non significa l'assenza di incivilimento e di capacità di padroneggiare la vita del mondo circostante. Ciò che distingue principalmente l'uomo allo stato di natura è il suo vivere il mondo che lo circonda come suo intimo componente, considerando inscindibili i concetti di trascendente ed immanente.
Tali credenze spiegano le difficoltà umane, come morte, malattia, siccità, carestia, sfortuna. La ricerca della comprensione di tali fenomeni, sin dalla preistoria, pur avvalendosi del nesso fra causa ed effetto, non tiene conto del concetto di causalità, e pone l'entità sovrastante, a cui si sente legato, sul piano religioso. Questa entità non si manifesta marginalmente ma incombe sull'uomo ed è comprensibile che egli, per il suo istinto di autoconservazione, non la subisca passivamente, e cerchi di difendere la sua vita terrena, ma anche ultraterrena, in quanto solitamente le due esistenze vengono immaginate quali non nettamente distinte.

### L'entità sovrastante non personificata
Nelle religioni dell'Africa tropicale, le forze che circondano l'uomo non vengono mai considerate qualche cosa di naturale: il movimento del cielo, l'alternanza delle stagioni, sono emanazioni di una forza che è presente dappertutto e che agisce secondo determinate leggi. Dato che tale forza ha di solito carattere magico, è possibile tenerla sotto controllo e persino padroneggiarla, conoscendone le leggi e le regole per indirizzarla nella giusta direzione.
Tali forze hanno concentrazioni particolari, come ad esempio nelle sostanze espulse dal corpo. In tal senso il sangue è una sostanza speciale, così come carichi di forza sono creduti i genitali, il cuore ed il fegato. Anche la natura è sede di forze, specialmente le forme organiche come piante ed alberi, e questo concetto a volte è persino espresso nel linguaggio come nel caso delle lingue bantu, nelle quali il concetto di cosa non è differenziato secondo genere grammaticale, bensì in classi tra cui una che individua ciò che è vivente ma non personificato, quindi animato magicamente.
Luoghi in cui è presente una sviluppata vegetazione racchiude quindi forze magiche e così può dirsi anche dell'acqua, la cui forza consiste nel dare refrigerio. Tra gli animali, i portatori di forza sono solitamente coloro che volano e coloro che strisciano. Infine non vanno dimenticati gli uomini, tra cui si distinguono i cosiddetti uomini-medicina e, in alcune zone, anche i capi.
Tra le forze che non hanno base materiale, una tra le più temute nell'Africa tropicale è lo sguardo, temuto quale malocchio non soltanto in Africa, così a persone non invitate è proibito assistere ad un banchetto, in modo che lo sguardo non alteri il cibo. Dello stesso genere sono le forze contenute nei gesti, ed ancora di più nelle parole e nei suoni: l'essere vivente e la parola formano un tutto indissolubile, per questo nell'area è diffusa l'idea che conoscere il nome di un individuo faccia acquistare potere su di lui, a tal punto che molti, nel momento di assumere un lavoro in terra straniera, erano soliti cambiare nome.
Ruolo rilevante assume anche il tempo, per cui ci sono giorni favorevoli per determinate occupazioni: gli Akan del Ghana non coltivano i campi il giovedì, nell'Africa orientale il venerdì è considerato di buon auspicio per la nascita di un bambino.
La determinazione di queste forze in genere è determinata da ciò che è fuori dall'ordinario. Le popolazioni dell'Africa tropicale posseggono uno spiccato senso delle norme senza le quali la vita sociale ed economica sarebbe impensabile, attribuiscono pertanto qualsiasi avvenimento inconsueto, sia esso interno alla società come la nascita di gemelli, o un fenomeno naturale come una prolungata siccità, ad una forza specifica. Parimenti vengono considerati carichi di forza quegli animali che possiedono capacità negate agli uomini come gli uccelli con il volo, o gli animali striscianti per la loro capacità di sparire nel sottosuolo.
Una definizione scientifica di tali forze risulta quindi piuttosto complicato, Ernast Dammann, non volendo rinunciare ad un vocabolo specifico, ritiene dinamismo il più calzante, perché esprime il concetto di energia e di attività che costituisce l'essenza della forza.

### L'entità sovrastante personificata

#### Anima
W. Wundt ha fissato la distinzione fra anima vincolata ed anima libera: la prima è la forza connessa ad un determinato organo ed alla sua funzione, si può quindi riconoscere come un'entità sovrastante non personificata.
Solitamente le popolazioni in considerazione ritengono che l'individuo sia formato da vari elementi i quali si separano al momento della morte, di solito sono tre: corpo, forza vitale ed anima, che per i Sotho corrispondono grosso modo a mele (o nama), moea (che significa anche "vento") e seriti. Tra questi tre elementi sussistono rapporti, e l'anima solitamente viene individuata come elemento imperituro, che sopravvive agli altri due elementi. L'anima come è stata definita, non solo è personificata ma indipendente dal corpo, a tal punto che per alcune culture come i Dan, può lasciarlo anche mentre l'individuo è in vita. L'anima spesso viene descritta con aspetto umano o zoomorfo.
Le concezioni sul destino ultraterreno dell'anima sono invece molteplici, e differiscono anche all'interno della stessa tribù, come nel caso dei Kundu del Camerun e le tribù limitrofe: normalmente i defunti si riuniscono con le anime degli antenati nella città sotterranea dei morti, ma chi muore all'improvviso o per ferite, va in cielo. Ma in generale tutte le culture in esame credono nella sopravvivenza dell'anima anche se la forma di tale sopravvivenza va da uno stato pressoché umano a quello di fantasma senza pace, e non viene mai a meno la credenza che tali anime possano lasciare le loro dimore ultraterrene per influire sulla vita degli uomini.
Il destino ultraterreno dell'anima è descritto minuziosamente da molte delle popolazioni dell'Africa subsahariana. In molti casi essa rimane per un certo tempo nei pressi del cadavere, il mondo sotterraneo dove risiedono le anime solitamente dista molto da quello dei vivi e non di rado ve ne è separato da un fiume. In molte di queste culture è persistente l'elemento corporeo dell'anima, come nei Kosi e negli Zulu, per cui l'anima subisce una evoluzione e solo dopo un certo tempo ed un rito appropriato muta in un'autentica anima degli antenati, ed i Chaga che conoscono diverse categorie di spiriti, in base al tempo trascorso dalla morte dell'individuo.
Nell'entrare nel mondo dei defunti, in alcune culture le anime sono sottoposte ad una specie di processo di cui si incaricano gli stessi antenati defunti, i Kosi ritengono che se in giudizio sia negativo, l'anima venga distrutta con il fuoco, in tal senso l'annientamento dell'anima rappresenta la peggior sorte ultraterrena.
L'idea della trasmigrazione dell'anima in un animale non è molto diffusa, la si trova presso i Kung che ritengono il serpente, il varano e l'antilope maschio sedi delle anime dei morti. Nell'Africa occidentale è diffusa la credenza che i defunti sopravvivano in animali terrestri o acquatici, in modo particolare nel coccodrillo. L'autonomia dell'anima dal corpo pone però il caso, diffuso, della reincarnazione in un altro individuo umano, presso i Kosi chi muore prematuramente si reincarna per tentare nuovamente di diventare un'anima di antenato, mentre per gli Ewe se un'anima soffre troppo nel mondo ultraterreno, viene rimandata sulla terra e sono i sacerdoti che accertano l'identità del neonato in uno dei suoi antenati.
Va infine considerata tra le forme di sopravvivenza dell'anima quella del fantasma, ovvero persone defunte che non sono riuscite ad entrare nel mondo dei defunti per la mancanza di una regolare sepoltura, mentre per i Bergdama i fantasmi sono coloro che in vita sono stati iracondi e maldicenti.
L'importanza della sopravvivenza dell'anima pone in quasi tutte le culture il quesito sulla preesistenza dell'anima, a questo aspetto prestano molta attenzione specialmente le tribù del Burkina Faso e delle coste settentrionali della Guinea, sempre secondo gli Ewe esiste una sorta di paese delle anime governato da una madre degli spiriti che decide chi e quando mandare sulla terra dopo avergli insegnato le regole di comportamento umane, spesso proprio il destino in vita è determinato da quello che è successo precedentemente e nel viaggio dal mondo delle anime al mondo degli esseri umani.

#### Spirito
Oltre alle anime dei defunti, vi sono altri esseri che operano invisibili, anche talvolta sono in grado di mostrarsi all'uomo. La loro esatta definizione non è semplice, si può utilizzare anche la parola demone se si intende con essa un numen divinum. La credenza è diffusa in tutta l'Africa subsahariana ed in svariati casi gli spiriti influenzano anche sulla prosperità dei prodotti dei campi, o assumono le funzioni degli spiriti della vegetazione, oppure esercitano benefico influsso su case, villaggi o in ambito di mestieri o classi sociali. Sovente le malattie mentali sono credute opera di spiriti, che si impossessano del corpo e possono essere scacciati solo grazie ad esorcismi.
Riguardo al regno animale, evitando confusioni con il fenomeno del totemismo, ci sono alcuni singoli spiriti che sono associati a determinati animali: fra i Nuer lo spirito Mabith alla giraffa e Nai allo struzzo. A questi alcuni studiosi aggiungono anche i fantasmi anche se sostanzialmente legati ai defunti. Gli spiriti soccorrevoli sono invece solitamente chiusi in tamburi, zucche o panieri e vengono evocati con riti magici per manifestarsi in particolari occasioni in cui esauriscono la loro funzione.
A seconda delle diverse concezioni religiose delle varie cultura, diversa è anche la dimora degli spiriti, in alcuni casi identificati in cielo o in corpi o fenomeni celesti, in altri nel mondo sotterraneo. Possono però anche vivere sulla terra, nella foresta, non sono però legati né al luogo né al tempo, ma godono di una certa ubiquità. Anche se non mancano gli spiriti protettori, vi sono anche quelli che incutono paura e contro i quali l'uomo si premunisce.
L'elemento corporeo è presente anche per gli spiriti, così in swahili gli spiriti rientrano nella stessa classe grammaticale degli esseri umani e presso gli Ashanti è diffusa la credenza di poterli ingannare, come dare il nome di un animale ad un neonato i cui fratelli sono morti prematuramente, per fuorviare lo spirito che si aggira per rapire il bambino.
Molti spiriti infine si sono fusi con divinità e non di rado hanno fatto passare in secondo piano l'Essere Supremo o vi si sono identificati, proprio in questo campo sono avvenute profonde trasformazioni in particolare per l'influsso dell'islam.

#### Divinità
Le divinità non sono univocamente differenziabili dagli spiriti, Wundt aveva individuato tre caratteristiche essenziali:
- Personificazione
- Potere sovrannaturale
- Esistenza ultraterrena

ma a queste caratteristiche, non sufficienti ad una individuazione univoca, sicuramente vanno aggiunti altri elementi come una gerarchia, e quindi la collocazione delle divinità in un posto più rilevante, ed una più accentuata personificazione.
Le divinità sono presenti in tutti i popoli dell'Africa subsahariana, e di solito hanno origine da due diverse concezioni.
La prima è quella che vede la divinità in due divinità con differenti funzioni, così presso gli Ewe hanno il dio del temporale So che si è diviso nel membro maschile che vive in cielo in una casa circondata da fiamme e scaglia frecce e asce verso la terra, mentre dall'elemento femminile dipendono pioggia e fertilità, oltre che i prodotti di campi e foreste.
La seconda parla di due diversi aspetti della stessa divinità, in analogia con il cristianesimo si può parlare di due ipostasi, come la divisione, per al cune popolazioni del Nilo, in un dio nero ed uno rosso. Cielo e terra sono spesso concepiti come coppia di divinità, vale per gli Ibo e per i Twi, in altre forme religiose invece assumono importanza i corpi celesti creduti animali o uomini di razza anteriore, anche se questo tipo di credenza è andato perdendosi, i Ngbandi adoravano la luna così come tracce di culto lunare si sono trovate sulle coste del Camerun. Occorre comunque fare dei distinguo tra il culto lunare e le invocazioni alla luna, perché ad esempio i Nuer all'apparire della luna nuova, celebrano riti ad un dio e non all'astro.

#### Essere Supremo
Il sommo dio o Essere Supremo occupa un posto a sé fra le divinità, essendo una figura di rilievo fra molte tribù, mentre per altre si trovano tracce di tale culto. Un esempio in merito è legato alla popolazione dei Kamba, in cui l'essere supremo ha formato gli esseri viventi, ma vive in cielo a distanza remota dagli uomini e tale popolazione gli rivolge solo molto raramente delle preghiere.
Fra alcune tribù il concetto di Essere Supremo è ampliata fino a comprendere il concetto di creatore del mondo, ed alcune volte, come in Africa occidentale, il dominatore dell'universo, figura benevola e senza caratteri materiali, la cui dimora è per lo più il cielo.
Costante prerogativa dell'Essere Supremo è vedere e conoscere tutto, gli sono poi assegnate funzioni che vengono evidenziate da alcuni appellativi, così i Ngombe lo chiamano formatore perché ha creato ogni cosa, ma anche immensità della foresta, cioè metaforicamente eterno ed infinito.
Non sempre l'Essere supremo viene ritenuto benevolo, avviene questo per gli Ashanti del Ghana ed i Shilluk del Sudan, anche se questa caratteristica spesso è legata all'assimilazione dell'Essere Supremo in altre divinità. Nonostante queste differenze nei particolari, tale figura è sostanzialmente unitaria anche se nei singoli idiomi assume i significati più diversi: si va da Mulungu ("grande famiglia di antenati") per i Kamba, a Kalunga che significa "regno dei morti"; da Ndjambi Karunga la cui radice significa "agire", a Loba che per le popolazioni bantu significa "sole".
Si può quindi affermare nei confronti dell'Essere Supremo non è valida la caratteristica comune a molte lingue africane che il nome definisce un essere, ma anche nella sua nebulosità, tale figura conserva un posto a sé: anche se lo si considera una specie di spirito, differisce sostanzialmente dagli altri spiriti. È così per i Kamba che distinguono Mulungu dagli aimu, ovvero le anime dei defunti. L'Essere Supremo, inoltre, se inserito in un sistema religioso, assume i caratteri di una divinità attiva e resta sempre a capo di una gerarchia degli esseri sovrannaturali, così tale divinità può fungere da fautore del destino, come nei popoli della Guinea settentrionale. Ma in generale nella pratica religiosa, tale figura ha un ruolo secondario, e rarissimamente è oggetto di un vero culto.
Il concetto di Essere Supremo infine da una risposta a problemi spirituali quali l'origine e la creazione degli esseri viventi, l'ordinamento del mondo; e la sua origine probabilmente risale alla personificazione del cielo diurno e notturno, a cui successivamente si sono aggiunti particolari legati per buona parte alle aspirazioni umane. È infine presumibile che l'Essere Supremo immaginato benevolo soddisfi la necessità di una entità che stia incrollabile al di sopra di tutte le forze ostili dell'esistenza.

#### Eroi culturali e tesmofori
Il concetto di eroe assume diverse forme, tra queste ha una grande diffusione il mito di morte-rinascita: tale mito di solito prevede un mostro che ingoia tutto sul suo cammino, al quale sfugge una donna che partorisce un eroe che da adulto sconfiggerà il mostro e libererà cose e persone rimaste intatte nel suo ventre, ristabilendo l'antico ordine. L'ulteriore destino dell'eroe ha molte varianti, i Sotho per esempio credono che l'eroe venga ucciso e diventi il re delle divinità.
I riti iniziatici in cui l'iniziando viene ingoiato hanno un fine diverso: non è un ripristino del precedente stato ma un ingresso in un nuovo stato (esempio infanzia-maturità). Questi miti si possono leggere come paralleli alla sparizione e ricomparsa del sole.
Un altro filo conduttore molto utilizzato è quello del mito del re cacciatore che esce a caccia nonostante glielo sconsigli la madre e diversi segni premonitori, ferisca un bufalo ma ne rimanga a sua volta ferito e muoia, diventando sovrano dei morti. [senza fonte]
Oltre agli eroi culturali ne esistono altri che si possono definire tesmofori, essi personificano in prevalenza la figura del fabbro o del vasaio che insegnano agli uomini tale arte.
Del tutto diverso è l'"uomo celeste" dei Chaga, che fa da mediatore fra cielo e terra, si ricorre a lui per vendicare una ingiustizia, ad esempio. Nelle religioni africane è infine prevista la figura del demiurgo, anche se risulta secondaria perché in genere non differenziata chiaramente da quella di una divinità.